# شهرستان سواونو
شهرستان سواونو (به لهستانی: Powiat Sławno) یک شهرستان در لهستان است که در استان پومرانی غربی واقع شده‌است. شهرستان سواونو ۱٬۰۴۳٫۶۲ کیلومتر مربع مساحت و ۵۷٬۶۴۳ نفر جمعیت دارد.